# Play & Win

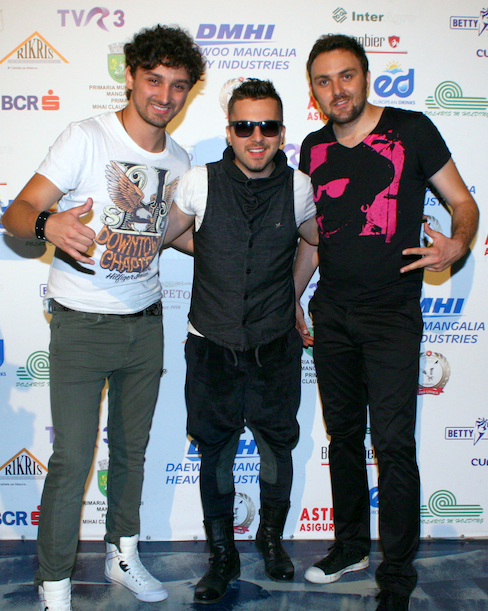
Membrii formației Play & Win, de la stânga la dreapta: Marcel Botezan, Radu Bolfea și Sebastian Barac.

Play & Win este o echipa de compozitori, producători muzicali și o formație alcătuită din Sebastian Barac (n. 15 aprilie 1984, Alba-Iulia), Radu Bolfea (n. 9 decembrie 1984, Alba-Iulia) și Marcel Botezan (n. 14 august 1985, Alba-Iulia). Sunt originari din Alba-Iulia, dar s-au mutat la Constanța pentru a începe o carieră în muzică. Primul cântec de succes compus de aceștia a fost „Kylie” pentru albumul formației Akcent, S.O.S, ce a beneficiat de succes internațional. Au mai realizat piese pentru Activ, 3 Sud Est, Andra, Sistem, Cătălin Josan, Alexa Niculae, Refflex, Cristina Rus, cele mai noi proiecte ale lor fiind Inna, Morris și Crazy Win. Sunt înscriși la PRS cu peste 500 de compoziții, fiind unii dintre cei mai de succes producători din această țară.
Au debutat ca interpreți cu piesa „Slow Motion” în 2009, cântec ce s-a clasat pe locul 2 în Romanian Singles Chart. Cel mai nou single al formației se intitulează „Only”, urmând ca formația să lanseze și un album. Au câștigat la ediția din 2009 a premiilor Romanian Music Awards la categoriile Cea mai rapidă ascensiune (en: Highest Climber) și Premiul Radio 21 (en: Radio 21 Award).
La finalul anului 2013, dupa lansarea videoclipului "Lady", Radu Bolfea continuand proiectul iar Marcel Botezan cu Sebastian Barac pornind un nou proiect cu numele Marco & Seba

## Discografie

### Albume
- 2011: Change the World

### Single-uri
- 2008: "Summertime"
- 2009: "Slow Motion"
- 2010: "Only"
- 2009: "Ya BB"
- 2012: "INNdiA" feat. Inna

## Producători muzicali
| An   | Artist                         | Album/Cântec                                     |
| ---- | ------------------------------ | ------------------------------------------------ |
| 2004 | Akcent                         | SOS, Kylie, Dragoste de închiriat                |
| 2005 | Activ                          | Motive, Superstar, Lucruri Simple                |
| 2006 | 3SE                            | Iubire, Miracle, Mă iubeai, Mă doare             |
| 2006 | All Stars (Campanie anti-drog) | Don't be a Hero                                  |
| 2006 | Natalia Barbu                  | Îngerul Meu (Baby Don't cry)                     |
| 2007 | Andra                          | We go crazy                                      |
| 2008 | Refflex                        | Fără ea                                          |
| 2008 | Cătălin Josan                  | Megastart, Run away, Între noi                   |
| 2008 | Sistem feat Andra              | Oare unde ești                                   |
| 2008 | Morris                         | Desire, Till the morning                         |
| 2008 | Crazy Win                      | Beautiful Lover                                  |
| 2008 | Play & Win                     | Summertime                                       |
| 2008 | Inna                           | Hot                                              |
| 2009 | Zero                           | Sunny Days                                       |
| 2009 | Play & Win                     | Slow Motion                                      |
| 2009 | Inna                           | Love, Déjà Vu, Amazing, I Need You For Christmas |
| 2010 | Andreea Bănică (feat Dony)     | Samba                                            |
| 2010 | Inna                           | 10 Minutes, Sun Is Up                            |
| 2010 | Play & Win                     | Only                                             |
| 2010 | Andreea Bănică                 | Sexy                                             |
| 2010 | Ellie White                    | Nu te mai caut                                   |
| 2011 | Play & Win                     | Ya BB                                            |
| 2011 | Inna                           | Club Rocker, Un Momento, Endless                 |
| 2011 | Desperado                      | Inside I want you                                |
| 2012 | Inna                           | WOW, Caliente, Tu Si Eu, Crazy Sexy Wild         |
| 2012 | Play & Win feat. Inna          | INNdiA                                           |
| 2013 | Play & Win                     | Dance With Me (feat. Antonia)                    |
| 2013 | Play & Win                     | Don't Try To Stop This                           |
| 2013 | Play & Win                     | 5 AM                                             |
| 2013 | ONE                            | Till The End of Time                             |
| 2013 | Play & Win                     | Lady                                             |
| 2014 | Play & Win feat. Inna          | Take Me Higher, Low, Devil's Paradis, Tell Me    |
| 2015 | 3se feat. Inna                 | Mai stai                                         |